# Trident rogenc
El trident rogenc (Triaenops menamena) és un ratpenat del gènere Triaenops endèmic de Madagascar, on viu sobretot a les parts més seques de l'illa. Fou conegut com a T. rufus fins al 2009, quan es descobrí que s'havia aplicat aquest nom a l'espècie de manera incorrecta. T. rufus és un sinònim de T. persicus, una espècie de l'Orient Pròxim propera al trident rogenc. Fins aleshores, alguns investigadors havien classificat l'espècie malgaixa com a subespècie de T. persicus.
L'hàbitat principal del trident rogenc són els boscos, però també ocupa altres zones. Sovint forma grans colònies i s'alimenta d'insectes, com ara papallones i arnes. L'ampla distribució, abundància i tolerància de la degradació del seu medi fan que no se'l consideri una espècie amenaçada.
Es tracta d'un ratpenat de mida mitjana, amb avantbraços de 50-56 mm en els mascles i 46-53 mm en les femelles. El color del pelatge pot variar del marró rogenc al gris, però en general és més fosc que en les espècies de Paratriaenops, un gènere proper que també es troba a Madagascar. El crani presenta una marcada protuberància al voltant del nas, mentre que la segona premolar superior se situa fora de la filera de les dents. La crida d'ecolocalització, que assoleix un pic de freqüència de 94,2 Hz de mitjana, facilita molt el reconeixement d'aquesta espècie.

## Taxonomia
El 1881, Alphonse Milne-Edwards descrigué dues espècies noves del gènere Triaenops basant-se en espècimens que suposadament havien estat recollits pel naturalista francès Léon Humblot durant la seva estada a Madagascar: T. rufus, una espècie rogenca, i T. humbloti, una de més grossa i grisa. En la seva revisió de les poblacions malgaixes de Triaenops del 1947, Jean Dorst mantingué les dues espècies separades, però l'any 1982 John Edwards Hill argüí que representaven una mateixa espècie. El 1994, Karl Koopman referí rufus a T. persicus, una espècie oriünda de l'Orient Pròxim i l'Àfrica continental, una possibilitat que ja havia valorat Hill, però la majoria d'investigadors els classificaven com a espècies diferents. El 2006, Julie Ranivo i Steven Goodman dugueren a terme una revió de les espècies malgaixes de Triaenops i trobaren poca variació entre els espècimens de T. rufus provinents de les parts seques de l'illa. Tres anys més tard publicaren un altre article que demostrava que el material original de T. rufus i T. humbloti diferia dels espècimens malgaixos identificats com a «Triaenops rufus» i s'assemblava a T. persicus. Goodman i Ranivo arribaren a la conclusió que Humblot probablement havia recollit els exemplars de Triaenops a Somàlia o el Iemen, per on havia passat de camí a Madagascar, i que l'origen d'aquests espècimens s'havia documentat de manera incorrecta. Com que no es podia utilitzar ni rufus ni humbloti per a referir-se a l'espècie malgaixa, Goodman i Ranivo proposaren el nou nom Triaenops menamena per a l'espècie anteriorment coneguda com a T. rufus. El nom específic menamena significa ‘rogenca’ en malgaix i es refereix a la coloració de l'animal.
El trident rogenc és una de les quatre espècies vivents del gènere Triaenops. Una revisió duta a terme per Petr Benda i Peter Vallo el 2009 separà l'espècie africana T. afer i la iemenita T. parvus de T. persicus, alhora que transferia tres altres espècies, incloent-n'hi dues de Madagascar, al nou gènere Paratriaenops. S'han trobat restes de trident de Goodman, una espècie extinta, al nord-oest de Madagascar. El 2007 i 2008, Amy Russell i col·laboradors utilitzaren mètodes filogenètics i de coalescència per a indagar la història del grup Triaenops. Sense estudiar els ratpenats de l'Orient Pròxim, trobaren que els parents més propers de T. menamena (com a T. rufus) eren les espècies de Triaenops de l'Àfrica continental i que les espècies de Paratriaenops (en aquell temps classificades en Triaenops) havien colonitzat Madagascar des d'Àfrica per la seva banda. Dataren l'arribada del trident rogenc a l'illa a fa uns 660.000 anys. Benda i Vallo també estudiaren les relacions filogenètiques en el si de Triaenops i inclogueren les espècies de l'Orient Pròxim, T. persicus i T. parvus a la seva anàlisi. Descobriren poca informació sobre les relacions en el si del gènere, però trobaren indicis que T. menamena és més proper a les espècies de l'Orient Pròxim que a T. afer, de l'Àfrica continental. Per tant, el trident rogenc podria haver arribat a Madagascar des de l'Orient Pròxim o el nord-est d'Àfrica. A més a més, situaren la divergència entre el trident rogenc i les altres espècies molt més enrere en el temps, fa 4 milions d'anys.

## Descripció
| Gènere                                                                             | n  | Llargada total | Cua   | Pota posterior | Orella | Avantbraç | Massa    |
| ---------------------------------------------------------------------------------- | -- | -------------- | ----- | -------------- | ------ | --------- | -------- |
| Mascles                                                                            | 28 | 90-104         | 27-38 | 6-9            | 14-17  | 50-56     | 8,2-15,5 |
| Femelles                                                                           | 67 | 86-98          | 28-39 | 6-9            | 12-17  | 46-53     | 6,6-11,5 |
| Dimensions en mil·límetres (excepte el pes, en grams) i en forma de «mínim–màxim». |    |                |       |                |        |           |          |

El trident rogenc és una espècie de mida mitjana amb un pelatge que va des del marró rogenc fins al gris. És més gros i fosc que Paratriaenops auritus i P. furculus. En comparació amb les altres espècies vivents de Triaenops, és més petit que T. persicus i T. afer però una mica més gros que T. parvus. El trident de Goodman, una espècie extinta coneguda únicament a partir de tres maxil·lars inferiors, també és més grossa. A la fulla nasal (un grup d'estructures carnoses que envolten el nas i la boca), que té una forma complexa, el trident rogenc té l'estructura en forma de trident característica de Triaenops i Paratriaenops: tres llancetes (projeccions) adjacents a la fulla posterior. El trident rogenc té les dues llancetes exteriors més curtes i en forma de corba, a diferència de les espècies de Paratriaenops, que tenen llancetes més similars. La fulla anterior conté una apòfisi ampla, plana i horitzontal, mentre que la fulla intermèdia en presenta una de punteguda. Les orelles són petites i amples i contenen escotadures a la banda interior. El pelatge és sedós i els pèls del cos fan 5-6 mm de llargada. La membrana alar és fosca i translúcida i l'extrem de la cua sol sobresortir de l'uropatagi (membrana caudal). Els mascles són, de mitjana, una mica més grossos que les femelles. Aquesta espècie té una envergadura de 270-305 mm.
El crani s'assembla al de les espècies malgaixes de Paratriaenops, però la premaxil·la és més llarga. El rostre està ben desenvolupat i presenta una marcada protuberància nasal que és menys prominent que en Paratriaenops. La depressió situada darrere de la protuberància és relativament soma. El rostre és relativament estret i curt en comparació amb el de les altres espècies de Triaenops, de manera similar a T. parvus. T. afer i T. persicus tenen el rostre més ample. El marge anterior del rostre tira cap enrere entre els cantons esquerre i dret. Una línia transversal creua el sostre del rostre. El forat infraorbitari és oblong. Els arcs zigomàtics no s'estenen cap als costats, estan connectats als maxil·lars per ossos amples i presenten crestes prominents a la cara superior. En el trident rogenc, aquestes crestes són rectangulars i més grosses que en Paratriaenops. El neurocrani és més baix que en altres espècies de Triaenops. La cresta sagital, situada al sostre del neurocrani, està poc desenvolupada. L'apòfisi coronoide del maxil·lar inferior és roma i arrodonida, mentre que l'apòfisi angular (les dues apòfisis ubicades a la part posterior de l'os) és petita.
Les incisives superiors tenen dues cúspides i la canina superior en té tres: una de grossa al centre, una de petita però ben desenvolupada al darrere i una petita cúspula al davant. La premolar superior anterior sobresurt de la filera dental de tal manera que la canina i la premolar que té a banda i banda es toquen. La primera incisiva inferior té dues cúspides i la segona en té tres. A la segona molar inferior, el protocònid és força més alt que l'hipocònid. Aquestes cúspides són aproximadament igual d'altes que en el trident de Goodman.
La seva crida d'ecolocalització facilita molt el reconeixement d'aquesta espècie i consisteix en un component de freqüència constant seguit per un component més curt de freqüència oscil·lant. La crida dura entre 6,5 i 13,5 ms, amb una mitjana de 10,1 ms, mentre que l'interval entre una crida i la següent varia entre 22,7 i 86,3 ms, amb una mitjana de 42,7 ms. La freqüència màxima és de 94,2 kHz de mitjana, mentre que la freqüència mínima és de 82,0 kHz. El pic d'energia s'assoleix a una freqüència de 93,2 kHz.

## Distribució i ecologia
Gran part de la distribució del trident rogenc es troba les regions seques de l'oest de Madagascar, però també se l'ha observat a zones humides dels extrems sud-oest i nord-oest de l'illa. Viu a altituds de fins a 1.300 msnm. El seu hàbitat principal són els boscos, però també se l'ha vist a fora dels boscos i no en depèn. Es tracta d'un animal estrictament cavernícola que nia en grans colònies. Es calculà que una colònia contenia més de 40.000 ratpenats, a més d'uns 10.000 Paratriaenops furculus. Se n'ha estimat la mida poblacional efectiva en uns 121.000 exemplars. S'alimenta principalment de lepidòpters (arnes i papallones), però també es menja coleòpters (escarabats), hemípters i una petita quantitat d'insectes d'altres ordres. No es coneix amb certesa allò que separa els nínxols ecològics de Triaenops i P. furculus, una espècie capturada menys sovint, car ambdós s'alimenten de lepidòpters i viuen a les mateixes zones.

## Estat de conservació
La Llista Vermella de la UICN classifica aquesta espècie (com a T. rufus) com a espècie en «risc mínim» basant-se en la seva abundància arreu d'una distribució extensa, així com la seva tolerància de les modificacions del seu hàbitat pels humans, encara que la desforestació afecta part dels boscos que habita. Se l'ha observat a moltes zones protegides. Alguns ratpenats, sobretot el ratpenat nasofoliat de Commerson, bastant gros, són caçats com a aliment ocasional al sud-oest de Madagascar, i el trident rogenc pot ser una víctima col·lateral de la caça.